# Pistole vz. 36
Die Pistole vz. 36, zivile Bezeichnung ČZ 36, ist eine tschechoslowakische Taschen-Selbstladepistole.

## Geschichte
Die tschechische Waffenfabrik Česká zbrojovka stellte bis 1938 verschiedene Taschenpistolen im Kaliber 6,35 × 15,5 HR her. Der Endpunkt dieser Entwicklungsreihe war die von František Myška 1934 entwickelte ČZ 36. 1945, nach dem Ende des Zweiten Weltkrieges, nahm Jan Kratochvíl an der ČZ 36 fertigungstechnische Verbesserungen vor. Die so entstandene Waffe wurde als ČZ 45 bezeichnet und von 1945 bis 1951 hergestellt. Nach dem Auslaufen der Produktion in Strakonice wurden bis 1959 noch 205.000 ČZ 45 bei F. Dušek in Opočno hergestellt. Danach wurde die Waffe in Uherský Brod hergestellt. Sie wurde von Polizei und Militär der ČSR und deren Nachfolgestaaten verwendet sowie exportiert. Im Militär verschiedener Warschauer Vertragstaaten wurde sie als persönliche Waffe höherer Offiziere verwendet.

## Technik
Die Pistole ist ein Rückstoßlader mit unverriegeltem Masseverschluss. Die ČZ 36 ist ein Abzugsspanner, der innenliegende Hahn kann nicht manuell gespannt werden. Die Schließfeder liegt unter dem Lauf. Wird die Waffe durchgeladen, so wird eine Patrone ins Patronenlager eingeführt, die Schlagfeder jedoch nicht gespannt. Aus diesem Grund wurde bei den meisten Exemplaren auf eine Sicherung verzichtet. Nur eine geringe Zahl wurde mit einer zusätzlichen Abzugssicherung hergestellt.
Die Visierung besteht aus einer in den Schlitten eingefrästen Längsnut. Trotzdem ist es möglich, auf 25 m ein Ziel von 100 mm Durchmesser zu treffen.

## Varianten
Die ČZ 45 entspricht in Abmessungen und Aufbau der ČZ 36. Ebenso wie bei dieser gab es Fertigungsserien mit zusätzlicher Abzugssicherung, während beim Hauptteil der Waffen darauf verzichtet wurde. Eine Besonderheit der ČZ 45 ist die auf die Abzugsgabel wirkende Magazinsicherung, die das Schlagstück blockiert und verhindert, dass sich in durchgeladenem Zustand bei entnommenem Magazin ein Schuss löst.
1992 wurde die Pistole mit neuen, moderneren Griffschalen versehen und fortan als ČZ 92 angeboten. Ab 2005 wurden die Griffschalen erneut angepasst und der Magazinauslöser vom Boden des Griffstücks auf die linke Seite auf Höhe des Abzugs verlegt, sodass dieser mit dem Daumen bedienbar ist, ohne den Griff zu lösen.

## Einsatzstaaten
- Tschechoslowakei
- Venezuela
- diverse Staaten des Warschauer Vertrages

## Export
- Belgien
- Brasilien
- Frankreich
- Großbritannien
- Indien
- Israel
- Schweiz
- Südafrika
- Türkei
- Ungarn